# Grafenschachen
Grafenschachen (ungarisch Vasárokszállás, Árokszállás; kroatisch Grumschocha) ist eine Gemeinde mit 1234 Einwohnern (Stand 1. Jänner 2024) im Bezirk Oberwart im Burgenland in Österreich.

## Geografie
Grafenschachen liegt im Südburgenland. Die Gemeinde wird von Norden nach Süden vom Stögersbach in einer Meereshöhe von 400 Meter durchflossen. Die bewaldeten Höhen im Osten und Westen erreichen 450 Meter Höhe.
Die Gemeinde hat eine Fläche von 9,94 Quadratkilometer. Davon sind 38 Prozent landwirtschaftliche Nutzfläche, 45 Prozent sind bewaldet.

### Gemeindegliederung
Ortschaften der Gemeinde sind (in Klammern Einwohner Stand 1. Jänner 2024):
- Grafenschachen (968)
- Kroisegg (266)

| Deutscher Ortsname | Ungarischer Ortsname | Ortsname in Romani |
| ------------------ | -------------------- | ------------------ |
| Grafenschachen     | Árokszállás          | Grumschocha        |
| Kroisegg           | Hidasrákosd          | -                  |

### Nachbargemeinden
| Rohrbach an der Lafnitz, (HF) | Dechantskirchen, (HF)                       |           |
| Neustift an der Lafnitz       | Kompassrose, die auf Nachbargemeinden zeigt | Pinkafeld |
|                               | Loipersdorf-Kitzladen                       |           |

## Geschichte
Der Ort gehörte wie das gesamte Burgenland bis 1920/21 zu Ungarn (Deutsch-Westungarn). Seit 1898 musste aufgrund der Magyarisierungspolitik der Regierung in Budapest der ungarische Ortsname Vasárokszállás verwendet werden.
Nach Ende des Ersten Weltkriegs wurde nach zähen Verhandlungen Deutsch-Westungarn in den Verträgen von St. Germain und Trianon 1919 Österreich zugesprochen. Der Ort gehört seit 1921 zum neu gegründeten Bundesland Burgenland (siehe auch Geschichte des Burgenlandes).

## Kultur und Sehenswürdigkeiten

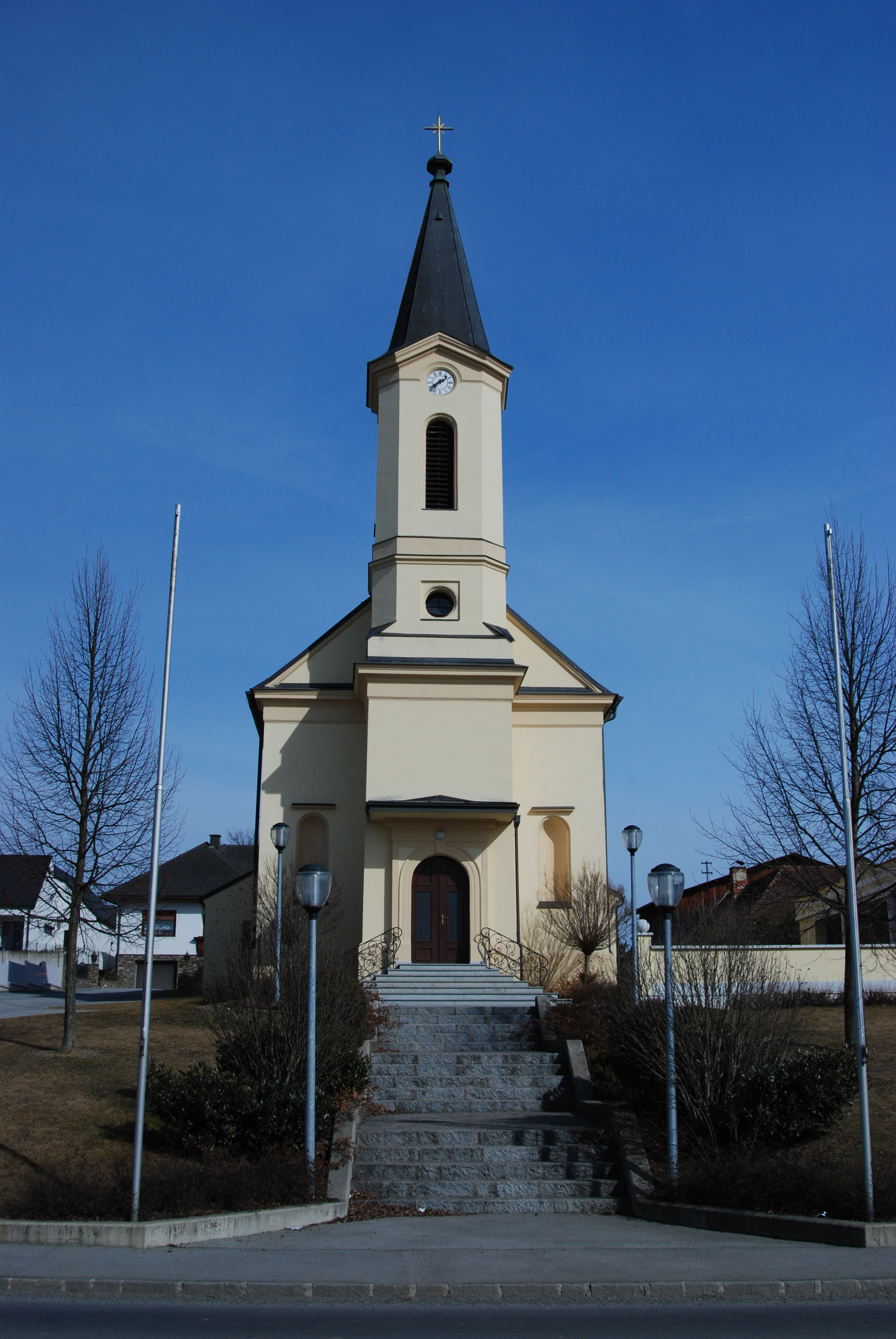
Pfarrkirche Grafenschachen

- Katholische Pfarrkirche Grafenschachen Hll. Dreifaltigkeit
- Römerbrücke bei Kroisegg

## Wirtschaft und Infrastruktur
Von den 56 landwirtschaftlichen Betrieben des Jahres 2010 wurden 47 im Nebenerwerb geführt.
Die wichtigste Straßenverbindung ist die Süd Autobahn A2, die den Südosten des Gemeindegebietes durchquert. Die Abfahrt Pinkafeld befindet sich wenige Kilometer östlich von Grafenschachen.

## Politik

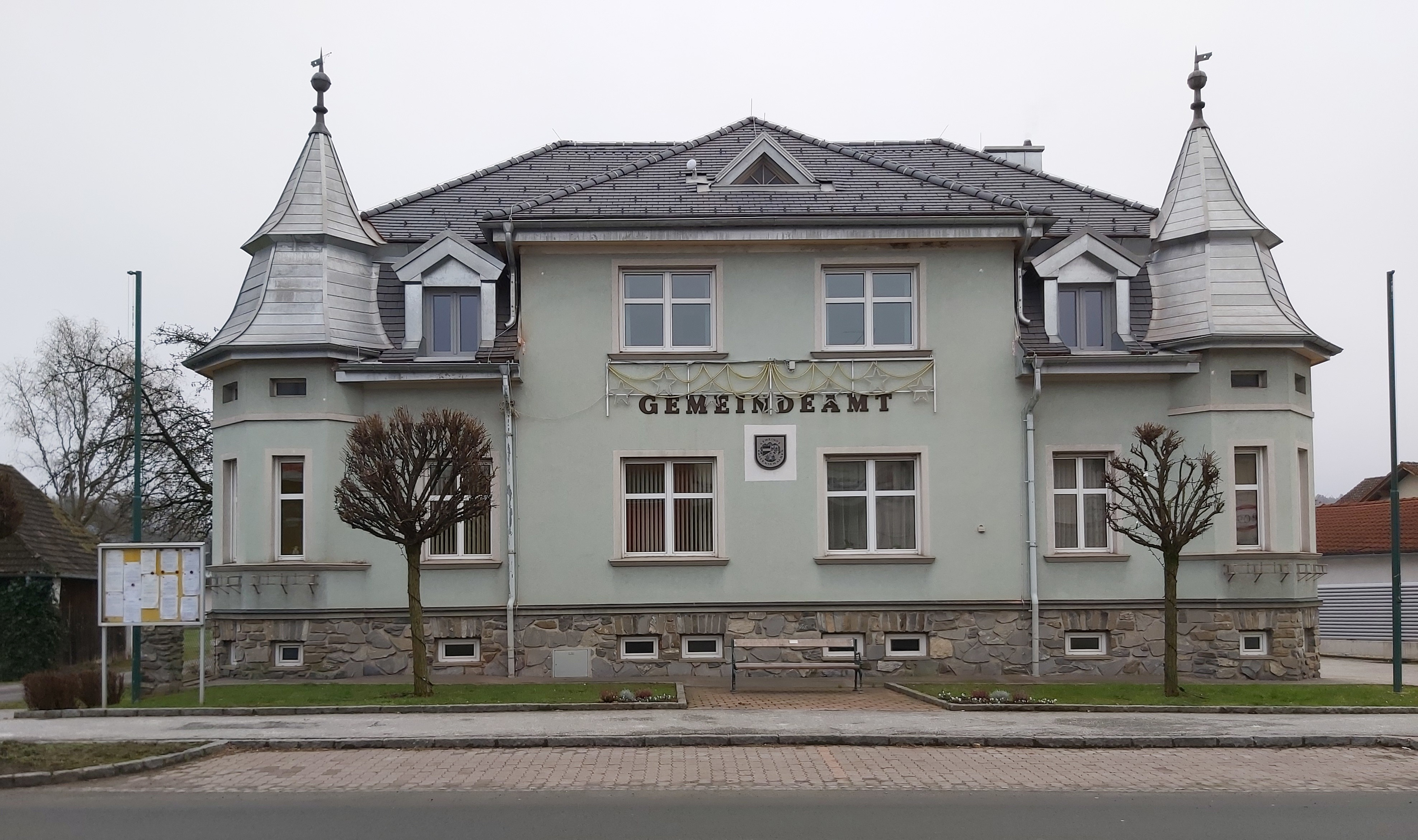
Gemeindeamt

### Gemeinderat
Der Gemeinderat umfasst aufgrund der Anzahl der Wahlberechtigten insgesamt 19 Mitglieder.
| Partei          | 2022             | 2022             | 2022             | 2017             | 2017             | 2017             | 2012             | 2012             | 2012             | 2007             | 2007             | 2007             | 2002    | 2002    | 2002    | 1997    | 1997    | 1997    |
| Partei          | Sti.             | %                | M.               | Sti.             | %                | M.               | Sti.             | %                | M.               | Sti.             | %                | M.               | Sti.    | %       | M.      | Sti.    | %       | M.      |
| --------------- | ---------------- | ---------------- | ---------------- | ---------------- | ---------------- | ---------------- | ---------------- | ---------------- | ---------------- | ---------------- | ---------------- | ---------------- | ------- | ------- | ------- | ------- | ------- | ------- |
| SPÖ             | 737              | 78,07            | 15               | 686              | 77,95            | 15               | 653              | 69,32            | 13               | 557              | 65,07            | 13               | 539     | 62,17   | 12      | 446     | 63,08   | 10      |
| ÖVP             | 207              | 21,93            | 4                | 194              | 22,05            | 4                | 289              | 30,68            | 6                | 299              | 34,93            | 6                | 277     | 31,95   | 6       | 209     | 29,56   | 4       |
| FPÖ             | nicht kandidiert | nicht kandidiert | nicht kandidiert | nicht kandidiert | nicht kandidiert | nicht kandidiert | nicht kandidiert | nicht kandidiert | nicht kandidiert | nicht kandidiert | nicht kandidiert | nicht kandidiert | 51      | 5,88    | 1       | 52      | 7,36    | 1       |
| Wahlberechtigte | 1141             | 1141             | 1141             | 1124             | 1124             | 1124             | 1113             | 1113             | 1113             | 1073             | 1073             | 1073             | 1013    | 1013    | 1013    | 903     | 903     | 903     |
| Wahlbeteiligung | 89,75 %          | 89,75 %          | 89,75 %          | 86,12 %          | 86,12 %          | 86,12 %          | 90,48 %          | 90,48 %          | 90,48 %          | 87,51 %          | 87,51 %          | 87,51 %          | 89,14 % | 89,14 % | 89,14 % | 89,81 % | 89,81 % | 89,81 % |

### Bürgermeister
Bürgermeister war von 1997 bis 2018 Richard Loidl (SPÖ). Bei der Bürgermeisterdirektwahl am 1. Oktober 2017 wurde Loidl souverän mit 82,92 % in seinem Amt bestätigt und ging damit in seine fünfte Amtsperiode. Gegenüber der Wahl von 2012 legte er um 11,81 Prozentpunkte zu. Sein Mitbewerber Raimund Losert (ÖVP) erreichte 17,08 %. Loidl verstarb am 20. Mai 2018 im Alter von 69 Jahren. Das Amt des Bürgermeisters war dadurch zeitweise unbesetzt. Am 30. September 2018 wurde Marc Hoppel zum Bürgermeister gewählt. Bei der Gemeinderatswahl 2022 erhielt er 83,38 Prozent der Stimmen.
- 1997–2018 Richard Loidl (SPÖ)
- seit 2018: Marc Hoppel

## Persönlichkeiten
- Hans Peter Doskozil (* 21. Juni 1970) – seit 28. Februar 2019 der amtierende Landeshauptmann des Burgenlandes. Der ehemalige Bundesminister für Landesverteidigung und Sport (2016–2017) und (ab 21. Dezember 2017) burgenländische Landesrat für Kultur, Infrastruktur und Finanzen ist im Ortsteil Kroisegg aufgewachsen und war von 2007 bis 2012 Gemeinderat in Grafenschachen.[13]